# Groenruggors
De groenruggors (Arremonops chloronotus) is een zangvogel uit de familie Emberizidae (gorzen).

## Verspreiding en leefgebied
Deze soort telt 2 ondersoorten:
- A. c. chloronotus: zuidoostelijk Mexico, Guatemala, Belize en noordwestelijk Honduras.
- A. c. twomeyi: het noordelijke deel van Centraal-Honduras.